# Christopher Wren
Christopher Michael Wren, född 20 oktober 1632 i East Knoyle, Wiltshire, död 25 februari 1723 på Hampton Court utanför London, var en brittisk arkitekt och astronom. Han är känd inte minst för St Paul's Cathedral i London. Christopher Wren uppnådde mycket inom flera skilda vetenskaper.

## Biografi
Wren var prästson och studerade vid Wadham College på Oxfords universitet, där han tog examen 1650, utmärkte sig i synnerhet i geometri och tillämpad matematik och blev 1660 professor i astronomi vid universitetet. Men snart leddes han över till sitt blivande fack, arkitekturen, samt blev biträde åt John Denham, överintendent för de allmänna byggnaderna. 
Wren var dock självlärd arkitekt och hans första byggnadsverk var Sheldonian Theatre i Oxford och Pembroke College i Cambridge (bägge 1663). 1665 reste han till Paris, där han studerade de byggnadsverk, som uppförts under Ludvig XIV, och gjorde bekantskap med Bernini, tidens mest berömde arkitekt. Hemkommen, gjorde han 1666 på uppdrag förslag till restaurering av den förfallna Old St. Paul's Cathedral. 
I september 1666 inträffade den eldsvåda, som ödelade största delen av London. Denna olyckshändelse blev utgångspunkten för Wrens storartade verksamhet. Hans storslagna nya stadsplan blev visserligen ej antagen, men den ritning han uppgjorde till ny kyrka i stället för den brunna S:t Paul, fick han utföra. Bygget börjades 1675 och var avslutat 1710. Enligt Wrens första plan skulle kyrkan ha form av ett grekiskt kors, genom prästerskapets inflytande blev det förändrat till ett latinskt. Kyrkan är, enligt Wrens ord, byggd "after a good roman manner" (i god romersk stil) eller, skriver Carl Rupert Nyblom i Nordisk Familjebok, "såsom vi skulle säga, i en något torr och kal romersk renässansstil, som dock, oaktadt sina magra detaljer, gör ett ganska imponerande intryck på grund af proportioner och konstruktion." Det tekniska utförandet var egentligen Wrens starka sida. Berömd är kupolen över den punkt, där skeppen skär varandra. Den är tredubbel, bestående av en inre "kalott" av sten, en yttre av trä och mellan dem en konisk tegelkupol som stöd för stenlanterninen, alla tre oberoende av varandra. Hela kyrkan kostade 1 167 474 pund sterling.
För övrigt kan Wren sägas ha givit det moderna London dess utseende. Han lämnade ritningar till ett femtiotal kyrkor, bland vilka de förnämsta är Saint Michael's, Cornhill, Saint Brides och Saint Mary le Bow, Fleetstreet, samt Saint Stephen, Walbrook - den sistnämnda anses vara den förnämligaste. Särskilt är hans tornspiror berömda, under det han ofta lämnade det övriga yttre av kyrkan i ganska torftigt skick, beroende enligt engelskt intyg därpå, att han aldrig för den yttre utstyrseln ville överskrida kostnadsförslag eller tillgängliga medel. Av hans profana verk må nämnas i främsta rummet den återuppbyggda östra delen av slottet Hampton Court, för övrigt utvidgningen av Trinity College i Cambridge, vidare Royal exchange, Marlborough house, Buckingham house samt flera byggnader i Oxford och Cambridge utom de redan nämnda. Wren adlades 1673, var ledamot och en av grundarna av Royal Society och valdes till dess president 1681 samt var i flera år medlem av parlamentet. 
Han ligger begraven i S:t Paul's, och på hans epitafium står orden: "Si monumentum requiris, circumspice" (Om du frågar efter hans minnesvård, se dig omkring).

## Eftermäle
Nedslagskratern Wren på planeten Merkurius och asteroiden 3062 Wren är uppkallade efter honom.

## Byggnader tillskrivna Wren

### Kapell
- Pembroke College Chapel, Cambridge
- Emmanuel College Chapel, Cambridge
- Catholic Chapel, Whitehall Palace

### Kyrkor

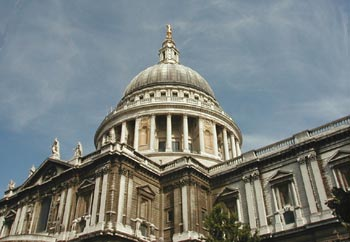
St Pauls-katedralen

#### Kvarvarande
- St Andrew by the Wardrobe, London
- St Andrew, Holborn, London
- St Anne and St Agnes, Gresham Street, London
- St Benet Fink, Threadneedle Street, London
- St Benet Paul's Wharf, Queen Victoria Street, London
- St Bride, Fleet Street, London
- St Clement Danes, Strand, Westminster
- St Clement Eastcheap, London
- St Dunstan in the East, London
- St Edmund the King, Lombard Street, London
- St James Garlickhythe, Garlick Hill, London
- St James's Piccadilly, Westminster
- St Lawrence Jewry, London
- St Magnus Martyr, Lower Thames Street, London
- St Margaret Pattens, London
- St Margaret, Lothbury, London
- St Martin Ludgate, London
- St Mary Abchurch, London
- St Mary Aldermanbury, London
- St Mary-at-Hill, Thames Street, London
- St Mary-le-Bow, Cheapside, London
- St Michael Paternoster Royal, College Hill, London
- St Michael, Cornhill, London (tornet och huvudbyggnadens övre halva)
- St Nicholas Cole Abbey, London
- St Pauls-katedralen
- St Peter upon Cornhill, Cornhill, London
- St Stephen Walbrook, London
- St Vedast alias Foster, Foster Lane, London
- Enlarged the Protestant Church in the Savoy, London
- Ingestre Church, Staffordshire

#### Förstörda
- All Hallows the Great, Lombard Street, London
- All Hallows, Bread Street, London
- All Hallows, Lombard Street, London
- Christ Church Newgate, Newgate Street, London
- St Alban, Wood Street, London
- St Anne's Church, Soho
- St Antholin, Watling Street, London
- St Augustine with St Faith, Watling Street, London
- St Bartholomew-by-the-Exchange, Exchange, London
- St Benet, Gracechurch Street, London
- St Christopher-le-Stocks, Threadneedle Street, London
- St Dionis Backchurch, Fenchurch Street, London
- St George, Botolph Lane, London
- St Mary Aldermary, Bow Lane, London
- St Mary Magdalene, Old Fish Street, London
- St Mary Somerset, Thames Street, London
- St Matthew, Friday Street, London
- St Michael Queenhithe, Upper Thames Street, London
- St Michael, Crooked Lane, London
- St Michael, Wood Street, London
- St Mildred, Bread Street, London
- St Mildred, Poultry, London
- St Olave Old Jewry, London
- St Stephen Coleman, Coleman Street, London
- St Swithin London Stone, Cannon Street, London

### College-byggnader med bostäder
- Garden Quadrangle, Trinity College, Oxford
- Williamson Building, The Queen's College, Oxford

### Court Rooms
- Court House, Windsor

### Porthus
- Temple Bar, London
- Tom Tower, Christ Church, Oxford

### Administrativa byggnader
- The Custom House, London
- The Navy Office, Seething Lane, London

### Guard Houses
- Guard House, Windsor Castle

### Krigsmanshus
- The Royal Hospital, Chelsea
- Royal Naval Hospital, Greenwich

### Hus
- Tring Manor House, Hertfordshire
- Thoresby House, Nottinghamshire
- Bridgewater Square Development, London
- Winslow Hall, Buckinghamshire
- Marlborough House, St James's, London

### Bibliotek
- Lincoln Cathedral Library, Lincoln
- Trinity College Library, Cambridge

### Monument
- The Monument, Fish Street Hill, London

### Observatorier och andra vetenskapliga byggnader
- The Royal Observatory, Greenwich
- Repository, Royal Society, Crane Court, Fleet Street, London

### Palatsbyggnader
- Winchester Palace, Winchester
- Catholic Chapel, Council Chamber and Privy Gallery, Whitehall Palace
- Queen's Apartment and Terraced Garden, Whitehall Palace
- South and East Ranges, Hampton Court Palace
- Reconstruction of Kensington Palace

### Skolor och colleges
- Upper School, Eton College, Buckinghamshire
- Writing School, Christ's Hospital, London
- St John Moore's School, Appleby, Leicestershire
- College of William and Mary, Williamsburg, Virginia, USA

### Teatrar
- Sheldonian Theatre, Oxford[12] (för akademiska ceremonier)
- Drury Lane Theatre, London